# Хомайко, Юрий Николаевич
Юрий Николаевич Хомайко (укр. Юрій Миколайович Хомайко; 11 октября 1951 — 12 марта 2024) — украинский журналист, театральный и литературный критик, искусствовед, эссеист.

## Биография
Родился 11 октября 1951 года. Выпускник факультета журналистики Московского государственного университета им. М. В. Ломоносова. В советское время работал в газете «Тамбовская правда», был заведующим литературной частью драматического театра. Во времена перестройки сотрудничал с независимой прессой, негосударственными издательствами Москвы и Ленинграда. В 1993 году вернулся в родной Харьков. Занимал штатные должности в редакциях газет «Вечерний Харьков», «Панорама», «Слобода», «Харьковчане», «Слободской край», «Новая городская газета» (заместитель главного редактора), «Новая демократия».
Член Национального Союза журналистов и Национального Союза театральных деятелей Украины.
Преподавал на Интенсивных курсах журналистики следующие дисциплины: «История журналистики», «Роль и значение СМИ в современном обществе», «Теория и практика журналистских жанров», «Организация работы редакции над выпуском газеты».
До исчезновения Василия Климентьева работал в редакции газеты «Новый стиль».
Последний месяц находился в основном в больнице, перенёс сложную операцию. Умер 12 марта 2024 года в возрасте 72 лет после тяжёлой болезни.

## Награды
Лауреат творческой муниципальной премии им. Квитки-Основьяненко (2007), неоднократный лауреат областных журналистских конкурсов «Часопис».

## Монографии
- К 50-летию научной деятельности профессора Владимира Петровича Бабича / Сост.: Ю. Н. Хомайко. — Х. : Каравелла, 2006. — 340 с.

## Известные публикации
- Треплева начинает, ОСИПОВ проигрывает (недоступная ссылка)
- А был ли Гамлет? [Высказывания] / записала И. Румянцева / / Время. — 2002. — 30 мая: ил. — Авт: А. Чепалов, Ю. Хомайко, А. Барсегян.
- Хомайко, Ю. Нахватанность пророчества НЕ сулит … / Юрий Хомайко / / Хар-кивьяны. — 2002. — № 22 (39).
- Барсегян, А. С. «Но НЕТ печальнее на свете, чем повесть о Ромео и Джульетте»: [беседа с режиссёром А. С. Барсегяном о предстоящей премьере / А. С. Барсегян; записали Ю. Хомайко] / / Веч. Харьков — 1994. — 6 окт.
- Хомайко, Ю. Сватовство без любви: премьера спектакля «Женитьба» в театре им. А. С. Пушкина / Юрий Хомайко / / Новая демократия. — 2008. — 20 фев: ил.
- Хомайко, Ю. Упрощенная классика: в спектакле «Вий» в Театре для детей и юношества / Юрий Хомайко / / Вечерний Харьков. — 1993. — 9 дек.
- Почему исчез Василий Климентьев? Версии
- Хомайко Ю. Трудные уроки жизни. — ЛГ, 1973, 7 марта, No 10, с. 5.
- Хомайко Ю. Андрей Миронов веселый и серьёзный. — «Тамбовская правда», 1977. 26 ноября. с. 129.
- Садовский, Л. Есть «Пророк» в нашем отечестве: [беседа с режиссёром-постановщиком спектакля] / Леонид Садовский; [записал Ю. Хомайко] // Веч. Харьков. — 1994. — 22 сент.
- Хомайко, Ю. Пророк и рок / Юрий Хомайко // Веч. Харьков. — 1994. — 10 нояб.: ил.
- Логвиненко, Н. Пойдут ли за Пророком? / Нина Логвинова // Панорама. — 1995. — № 22 (май). — С. 8.